# Marek Szulen
Marek 'mRqS' Szulen (ur. 28 sierpnia 1975 w Kwidzynie) – polski kompozytor, twórca muzyki elektronicznej. Dyrektor Festiwalu Muzyki Elektroniczej "KOMP" w Kwidzynie, który organizował wspólnie z Kayanisem. 
Muzyka Marka stylistycznie mieści się w gatunku muzyki elektronicznej.

## Dyskografia
- "Ankaria" – wyd. w 1999 r.
- "Creation – Universal Consciousness" – wydany w 2002 r. dedykowany istotom pochodzącym z planety Erra w gwiazdozbiorze Plejad